# Derek O’Farrell
Derek O’Farrell (ur. 5 czerwca 1983 w Toronto) – kanadyjski wioślarz.

## Osiągnięcia
- Mistrzostwa Świata U-23 – Amsterdam 2005 – ósemka – 2. miejsce[1].
- Mistrzostwa Świata – Eton 2006 – dwójka ze sternikiem – 3. miejsce[1].
- Mistrzostwa Świata – Monachium 2007 – dwójka ze sternikiem – 3. miejsce[1].
- Mistrzostwa Świata – Poznań 2009 – ósemka – 2. miejsce[1].